# Zoé Clauzure
Zoé Clauzure (født 12. februar 2010) er en fransk børne sangerinde som repræsenterede Frankrig og vandt Junior Eurovision Song Contest 2023 med sangen "Cæur", og de vandt, da Frankrig selv var værter for konkurrencen, som fandt sted i byen Nice. Sangen opnåede 228 point.